# Гедике, Александр Фёдорович
Алекса́ндр Фёдорович Гёдике (часто произносится Ге́дике; 20 февраля [4 марта] 1877, Москва — 9 июля 1957, там же) — русский и советский композитор, органист, пианист, педагог, основатель советской органной школы. Народный артист РСФСР (1946), лауреат Сталинской премии (1948).
Стиль Гедике-композитора находится под влиянием органной культуры и отмечен серьёзностью и монументальностью, ясностью формы, мастерским владением полифоническим письмом. В то же время Гедике многое взял из традиций русской классической школы. Он является автором четырёх опер, кантат, множества симфонических, фортепианных и органных сочинений, концертов и камерных произведений для духовых инструментов, романсов, обработок русских народных песен. Особенно широко известен как автор детских пьес.

## Биография
Александр Гёдике родился 20 февраля (4 марта по н.с.) 1877 года в Москве, в давно обосновавшейся в России немецкой семье. Его прадед, Генрих-Георг Гёдике, был органистом католической церкви в Петербурге и ректором Немецкого драматического театра, прадед по другой линии, Фридрих Альберт (Фёдор Фёдорович) Гебхард, и его жена Мария Хедвиг Гебхард были оперными певцами. Его дед, Карл Андреевич (по документам — Генрихович), был преподавателем хорового пения в Москве и служил органистом московской католической церкви Святого Людовика Французского. Отец, Фёдор Карлович (по метрике — Фридрих-Александр-Пауль Гёдике), работал органистом в той же церкви, был пианистом в оркестре Большого театра, преподавал в Московской консерватории обязательное фортепиано. Младший брат Павел Фёдорович Гедике (12.01.1879), звонарь Сретенского монастыря. Обладатель совершенного слуха и совершенно исключительных музыкальных способностей. «У него удивительный слух, — рассказывал про него брат-композитор. — В праздничный день, когда звучат тысячи колоколов, брат безошибочно выделяет звон любой церкви». Два самых выдающихся московских звонаря — Павел Гедике и Константин Сараджев. Двоюродными братьями Гёдике были Николай, Александр и Эмилий Метнеры. Ещё один двоюродный брат Владимир Владимирович Гедике был инженером путей сообщения, прокладывал железную дорогу Владивосток — Хабаровск. За тяжелую самоотверженную работу в трудных условиях непроходимой тайги одна из станций была названа его именем «Гедике».
Мать Александра Гедике была француженка, Жюстина Адель Августина Лекампион, из семьи фермера. Рано осиротев, они со старшей сестрой воспитывались у дяди с тётей в Нормандии, а по достижении ею 16 лет были отправлены к родственникам в Россию для устройства на работу гувернантками.
По воспоминаниям сестры, в детстве Александр Гедике был сорванцом. В 9 лет он поступил в детскую школу Зубова, в 10 лет в подготовительный класс Третьей московской гимназии. В гимназии, по собственному признанию, учился неважно. Уже в 12 лет стал часто подменять отца за органом на церковных службах. Учился играть в основном самостоятельно. Играл на фортепиано и виолончели в домашнем ансамбле, занимался переложением пьес для домашнего ансамбля. После 4-го класса оставил гимназию и перевёлся на 5-й класс Московской консерватории, где начал заниматься в классе профессора А. И. Галли. Позднее учился у П. А. Пабста и В. И. Сафонова по классу фортепиано, у А. С. Аренского, Н. М. Ладухина и Г. Э. Конюса по классам теории музыки и композиции, а также у Н. С. Морозова.
По воспоминаниям Гедике, занятия в консерватории в то время были не особенно интенсивными: например, в шестом классе — лекции по культуре и литературе — 4 часа в неделю, курс эстетики (скульптура и живопись) — 1 час в неделю, 1 час занятий по специальности, 4 часа гармонии, 2 часа хорового пения, — всего лишь двенадцать часов в неделю. В 1898 году Гедике окончил консерваторию. В годы студенчества он написал скрипичную сонату, марш, элегию и фугу для большого оркестра, сочинял романсы и фортепианные пьесы.
После окончания консерватории начал давать частные уроки. Работал в Николаевском и Елизаветинском женских институтах. В 1900 году участвовал в Третьем Рубинштейновском конкурсе в Вене как пианист и как композитор. В композиторской номинации был удостоен премии (единственной разыгрывавшейся на конкурсе) за Концертштюк для фортепиано с оркестром, скрипичную сонату и фортепьянные пьесы. Также был удостоен почётного отзыва как пианист.
Гедике женился на Екатерине Петровне Чернышёвой, тёте одной из своих частных учениц. Поселились с женой на Немецкой (ныне Бауманской) улице. Гедике купил для занятий комнатный орган и установил в своём доме.
С 1909 года Александр Фёдорович Гедике был профессором Московской консерватории по классу фортепиано, с 1919 ― заведовал кафедрой камерного ансамбля. С 1920 года вёл также класс органа (игре на котором обучался с детства под руководством отца), а в 1923 году возглавил кафедру органа и дал свой первый сольный концерт на инструменте Большого зала консерватории. Среди его учеников-органистов ― Н. Я. Выгодский, М. Л. Старокадомский, Л. И. Ройзман, С. Л. Дижур, Г. Я. Гродберг, И. Д. Вейс.
В репертуаре Гедике были все сочинения И. С. Баха, а также собственные переложения для органа фрагментов из опер, симфонических и фортепианных сочинений. В концертах Гедике часто принимали участие С. Н. Ерёмин, Н. Г. Райский, в последующие годы Н. Л. Дорлиак.
После революции А. Ф. Гедике, вместе с матерью, женой, душевнобольным братом Павлом Фёдоровичем, и племянницей переселился в профессорскую квартиру в здании Московской консерватории, где прожил вплоть до своей смерти.
Пианист был частым гостем квартиры П. А. Ламма в Московской консерватории, где по средам проходили музыкальные вечера.
Александр Фёдорович умер 9 июля 1957 года на 81-м году жизни. Похоронен на Введенском кладбище (11 уч.).

## Гедике в жизни
Все знакомые и ученики указывали на необыкновенные личные качества А. Ф. Гедике. За всю жизнь не было ни одного случая, чтобы он сказал ученику резкость. Хотя он часто говорил ученикам, что вот-вот рассердится, — он никогда не сердился. Его невероятная благожелательность, деликатность, искренность и бесхитростность сделали Александра Гедике душой консерватории, вызвали любовь и глубокую преданность учеников. А когда кто-либо из его знакомых оказывался в беде, Гедике первый спешил на помощь, помогал и делами, и материально.
Отдельного упоминания заслуживает любовь Гедике к животным. В его квартире жило до дюжины кошек, выхоженная им покалеченная собака, а все птицы вокруг консерватории узнавали его, потому что он всегда кормил их по утрам.
Хотя А. Ф. Гедике внешне никогда не суетился, внутри, по утверждению друзей, он был очень беспокойным и впечатлительным человеком. Очень переживал, в особенности за других людей, принимал всё близко к сердцу.
А. Ф. Гедике был чрезвычайно пунктуальным человеком, любил обстоятельность. Он очень строго соблюдал режим дня, этим во многом объяснялась его огромная работоспособность. По утверждению учеников и коллег, за все годы работы в Консерватории он не пропустил ни одного занятия и ни одного раза не опоздал на занятия и на заседания кафедр. Даже когда он приходил на занятия очень больным, уговорить его вернуться домой было сложнейшей задачей.
Хотя Гедике был приверженцем полифонической музыки, обожал Баха, он всегда, до старости, был открыт для восприятия новых музыкальных идей, ему нравилась музыка Прокофьева, Шостаковича. Не любил только новаторство ради новаторства, не любил вычурность и очень не любил легкомысленность в музыке, высказывался по этой части довольно категорично. В фортепианной игре не переносил резкости. Как пример: "Ригодон".
Гедике, вероятно, огорчало, что его крупные симфонические произведения редко исполнялись, но он никогда не говорил об этом и, будучи скромным человеком, никогда никому не навязывал своих произведений.
А. Б. Гольденвейзер вспоминал забавный случай, когда он уговорил Гедике научить его рыбачить. Гольденвейзер, руководимый Гедике, рыбача в первый раз в жизни, поймал тогда около дюжины мелких рыбёшек; Гедике же, будучи заядлым рыбаком, как ни старался, не поймал ни одной. И хотя он ничего не сказал, этот случай так раздосадовал Гедике, что он больше никогда не рыбачил.
Гедике отличал яркий образный язык, использование народных выражений, он часто говорил ученикам: «Не дубась!», «Не балуй!», «Не размусоливай!». Из-за этого, а также из-за бороды и неизменной «авоськи» Гедике иногда принимали за пожилого крестьянина, что его забавляло, но он никогда не сердился. Разговаривал Гедике низким басом. Любил поглаживать бороду и теребить цепочку карманных часов. Ходил с тростью, не спеша, был человеком довольно высокого роста.

## Награды и премии
- Орден Ленина.
- Два ордена Трудового Красного Знамени (03.06.1937 — за выдающиеся заслуги в области подготовки музыкальных кадров; 03.05.1952[11]).
- Народный артист РСФСР (1946).
- Заслуженный деятель искусств РСФСР.
- Сталинская премия первой степени (1948) — за концертно-исполнительскую деятельность.
- Премия на Третьем Рубинштейновском конкурсе (1900) в Вене (как композитор).